# Malambo
Malambo – miasto w północnej Kolumbii, w departamencie Atlántico. Miasto zamieszkuje 99 058 osób.